# Henri Guichard, Sieur d’Hérapine
Henri Guichard, Sieur d’Hérapine (* um 1634/35 in Paris; † um 1705) war ein französischer Architekt und Librettist.

## Leben
Henri Guichard war der Sohn eines Kammerdieners von Gaston d’Orléans, dem jüngeren Bruder von Ludwig XIII. Obwohl bereits Vollwaise mit elf Jahren, blieb er mit dem Haus Orléans verbunden, da einige seiner Verwandten dort Dienst taten. Guichard konnte nach einer Ausbildung bei den Jesuiten 1657 das Amt des „surintendant et commissaire général des vivres des camps et armées du Roy“ übernehmen, ebenso bis 1667 das des „intendant et ordonnateur quatriennal des bastiments du Roy“. 1668 erfolgte die Ernennung zum Conseiller d’État und 1671 jene zum „gentilhomme ordinaire de Monsieur“. Bereits 1658 hatte er Jeanne Le Vau geheiratet, Tochter des bekannten Architekten Louis Le Vau. Da er sie barbarisch schlug, dürften die 60.000 Livres Mitgift und die Aussicht auf ein Erbe der Grund für sein Werben gewesen sein. Auch vor einem Einbruch bei seinem Schwiegervater schreckte er nicht zurück. Molière kannte Guichard recht gut und dürfte die Titelfigur des Tartuffe mit einigen seiner Eigenschaften versehen haben.
Was Guichard für das Haus Orléans interessant machte, war sein Drang, mit allen Mitteln Schauspiele jeglicher Art zu organisieren. Hierfür eine herausragende Gelegenheit bot die Vermählung von König Ludwig XIV. Bruder Philipp von Orléans mit Liselotte von der Pfalz, wo Guichard außerdem für die im Oktober 1671 bestellte Oper Les amours de Diane et d’Endymion den Text schrieb – die Musik kam von Jean de Granouilhet, sieur de Sablières, „intendant de la musique de Monsieur“. Aufgeführt am 3. November 1671 in Versailles, gefiel die Oper auch dem König, der bei beiden eine weitere Oper für den Karneval 1672 bestellte. Heraus kam Le triomphe de l’amour, eine am 18. Februar 1672 in Saint-Germain-en-Laye aufgeführte Pastorale, die tatsächlich nur eine mit choreographierten Intermedien angereicherte Version der Oper vom vorangegangenen Herbst war.

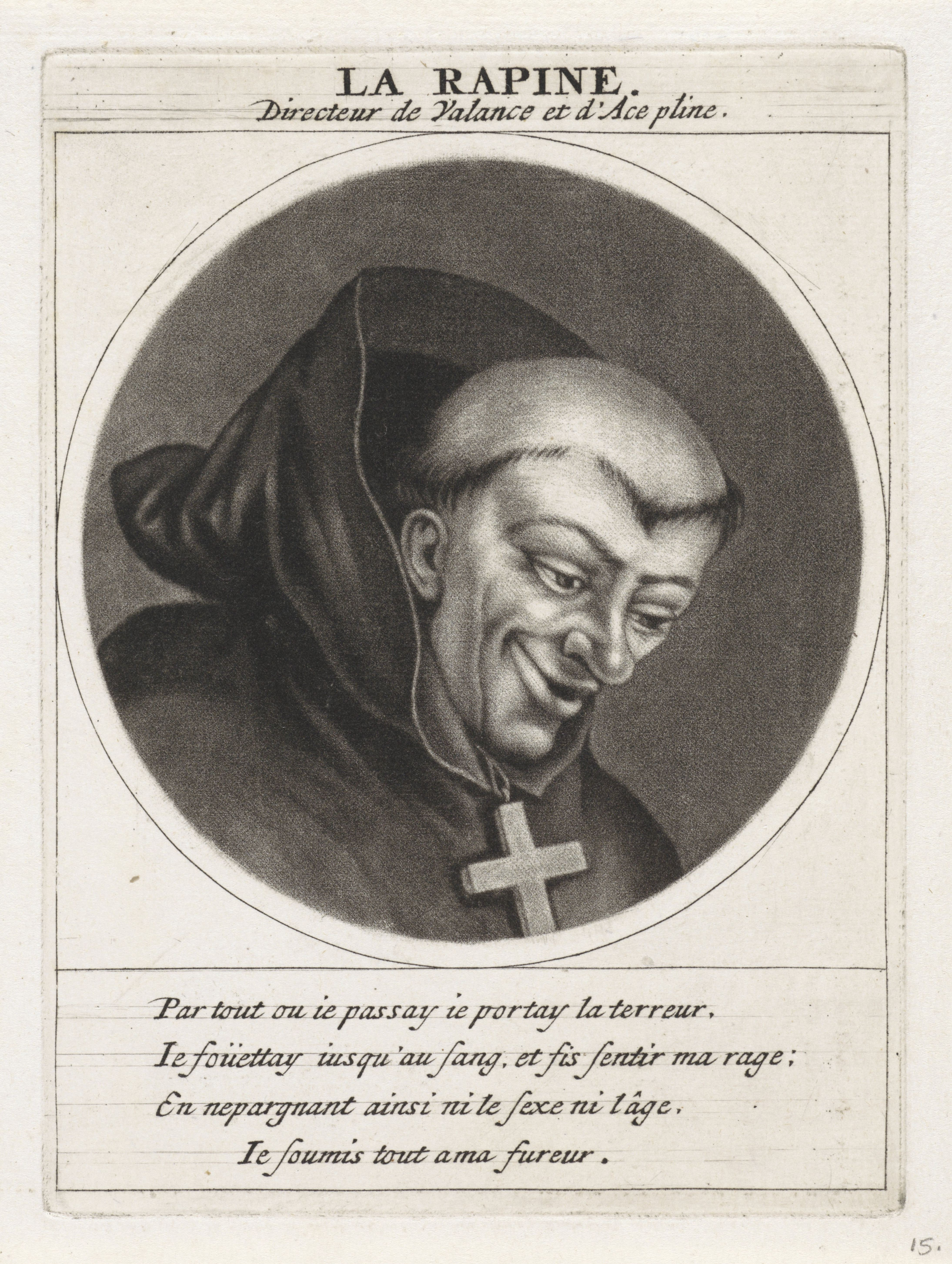
Henri Guichard auf einer Karikatur von Jacob Gole aus dem Jahr 1691

Am Hof hatte sich bis dahin des Königs Lieblingskomponist Jean-Baptiste Lully darin gefallen, dem gängigen Geschmack Genüge zu tun und sich der Oper abgeneigt gezeigt – die französische Sprache sei kaum geeignet für große Stücke. Dass mit Pomone die erste französische Oper in Paris Erfolg hatte, mochte ihm unangenehm sein; dass die Oper nun am Hof angekommen war, zwang ihn zum Handeln. Pomone-Librettist Pierre Perrin hatte mit königlichem Privileg eine Musikakademie gegründet, doch ließen zwei windige Geschäftspartner ihm zunächst kein Geld zum Begleichen von Rechnungen und durchkreuzten anschließend seinen Versuch, durch Veräußerung seiner Rechte an Sablières und Guichard flüssig zu werden. All dies passte nicht zu Colberts Ansinnen, durch die Musikakademie des Königs Prestige zu mehren, weshalb das Institut am 16. März 1672 als „Académie royale de musique“ an Lully fiel. Zwei zusammen mit Madame de Villedieu verfasste Stücke – Céphale et Procris und Circé et Ulysse – versuchte Guichard 1674 von Lully vertonen zu lassen, doch vergeblich. So ließ er sich, um Stücke mit volkstümlicher Tendenz aufführen zu können, vom König das Privileg zur Gründung einer „Académie royale des spectacles“ erteilen. Zur angenehmen Gestaltung der Stücke bedurfte es eines musikalischen Beitrags, hierzu wiederum das Einverständnis Lullys, das jener verweigerte. Guichard schaffte es noch, Lullys Bühnendekorateur Carlo Vigarani vertraglich an sich zu binden, als sich kurz darauf die „affaire Guichard“ entspann, passend zur „Giftaffäre“ jener Tage – Guichard wurde selbst verdächtigt, seinen Schwiegervater Le Vau vergiftet zu haben.
Schlüsselfigur der Affäre war Marie Aubry, Guichards maîtresse (von ihm nicht besser behandelt als seine Frau) und Tochter von Sébastien Aubry (Molière-Unterstützer in dessen Anfangsjahren). Sie setzte Lully in Kenntnis von einem im Januar 1675 von Guichard und ihrem Bruder ausgeheckten Plan, ihn mittels in Tabak gemischten Arsens zu vergiften. Lully erstattete Anzeige, forderte beim König Recht, und Guichard erlebte eingesperrt in Châtelet 15 Monate Untersuchungshaft. Als Partner für seine Schauspielakademie ersetzte er Vigarani, der sich von ihm abgewandt hatte, 1678 durch Jean-Louis Gilbert de Coussecourt, „commissaire ordinaire de la Marine“. Einen drei Jahre dauernden Prozess gewann Lully, die Berufungsverhandlung Guichard, ohne seine Privilegien und Stellen für sich retten zu können.
1679 ging Guichard nach Spanien, wollte im Dienst von König und Königin dort ein Opernhaus gründen und scheiterte. Es begleitete ihn die hochtalentierte Sängerin Anne Boscreux, die er wie Vigarani aus Lullys Truppe herausgelöst hatte. Wieder in Frankreich war Valence seine erste Station, wo er maßgeblich an der Unterdrückung der Protestanten teilnahm. Von den Hugenotten bekam er den Spitznamen „La Rapine“ (Raub). Er ging 1687 nach Grenoble, Folge eines Prozesses, der gegen ihn geführt wurde. Das Jahr 1701 sah ihn wieder als „Intendant de l’hôpital général“ in Valence, wobei die Stelle eher die eines Gefängnisdirektors war. 1703 wurde an der Pariser Oper Jean-Féry Rebels Ulysse gegeben, mit Guichards Text und wenig Erfolg. Er verbreitete weiterhin Schrecken in Valence und verschwand mit der Gefängniskasse.